# 河嶋まいこ
河嶋 まいこ（かわしま まいこ、1988年9月17日 - ）は、フリーの日本のタレント。福岡県出身。2020年4月まで松竹芸能に所属していた。

## 概要
1988年9月17日、三姉妹の三女として産まれる。友人に「声が特徴有るからそういう仕事についてみては？」と言われたのがきっかけとなりヒューマンアカデミー福岡校の声優専攻で入学する。卒業時、松竹芸能に特待生としてスカウトされる。2010年6月、お笑いコンビ「ガーリックガーリーズ」を結成。
2012年8月26日に森田一義アワー 笑っていいとも！のウルトラソウル選手権にピンで出演し、手を使わずに三点倒立の状態で傘を開く特技を披露する。同年12月に「ガーリックガーリーズ」を解散し、ピン芸人として活動を始める。
2013年9月にローソンの「コンビニごはんでキレイになれちゃうかも!?」の企画で1か月ニコニコ生放送24時間生放送に挑戦し体重3.4 kg、体脂肪率6.7％の減量に成功し逆転で優勝する。
2016年9月17日、俳優の廣瀬裕一郎と結婚。
2019年2月16日に、ニコニコ動画の個人コミュニティーの放送にてドラゴンクエストX初心者大使を卒業する事を発表した。
現在はタレント活動の傍ら、イラストレーターとしても活動している。

### 経歴
- 2009年、ヒューマンアカデミー福岡校 声優専攻 卒業[1]。
- 2010年6月、お笑いコンビ「ガーリックガーリーズ」を結成。同年10月、松竹芸能タレントスクールに18期生として入学。翌2011年9月卒業。
- 2010年8月、キングオブコントで二回戦進出。『元気ハツラツぅ？賞』受賞。
- 2011年1月、R-1ぐらんぷり2011で二回戦進出[注 1]。
- 2012年12月、お笑いコンビ「ガーリックガーリーズ」を解散。
- 2013年9月、ローソンの「コンビニごはんでキレイになれちゃうかも!?」の企画で1か月ニコニコ生放送24時間生放送に挑戦。
- 2020年4月、11年間所属していた松竹芸能を退社し、フリーランスで活動。

### 人物
- 趣味は博多の屋台巡り、絵本作り、旅行、カラオケ、インドカレー巡り。
- 特技は三点倒立、人間ポンプ。足先も器用で、倒立した状態で「手を使わずに足だけで折りたたみ傘を開く」という特技を『森田一義アワー 笑っていいとも!』（フジテレビ）の『ウルトラソウル選手権』コーナーや『『ぷっ』すま』（テレビ朝日）などで披露した[2]。
- 乗馬検定5級の資格を持つ。

## 出演

### テレビ
- とっても健康ランド(九州朝日放送）
- 王様のブランチ（TBS）
- Nスタ（TBS）
- 女神のマルシェ（日本テレビ）
- ご自慢ライブ おしあげNOW（東京MX）
- 森田一義アワー 笑っていいとも!（フジテレビ）- 『ウルトラソウル選手権』コーナー
- 『ぷっ』すま（テレビ朝日）
- ツキギメ! 『恋クルリサイクル』（関西テレビ放送）
- テレ朝SMAPバラエティ部 スマシプ（2014年3月9日、テレビ朝日)
- ニノさん（2015年4月19日、日本テレビ）
- PON!（2015年7月6日、日本テレビ）
- 朝生ワイド す・またん!（2015年8月7日、読売テレビ）
- ぶらっと茨城 (J:COM茨城）
- イキマチDON!DON! (J:COM）
- 白球を追え！つかめ甲子園（J:COM）
- 世界まる見え!テレビ特捜部（日本テレビ）
- 朝まであらびき団スペシャル あら-1グランプリ2017（2017年12月29日、TBS）

### インターネット
- BeeTV オンナの噂研究所
- BeeTV×ニコニコ生放送「コンビニごはんでキレイになれちゃうかも!? Supported by LAWSON」（2013年8月28日～9月30日 24時間生放送）
- ニコニコ生放送「電波諜報局」（2013年11月14日）
- ナマイキ!あらびき団（2014年4月24日[3]・6月26日・8月14日・9月18日・10月8日、YNN）
- 河嶋まいこのゲームしまいこ！（YouTube  BoomAppGames公式チャンネル）

#### ゲーム
- ハロウィンキングダム（リリア）
- ドラゴンクエストX TV（2013年9月～、ニコニコ生放送）初代初心者大使

#### ナレーション
- ローソン店内放送「からあげクン」案内（2013年10月29日～12月30日）

#### ＤＪ
- 東京タワー　Night View DJ（2014年6月27日）

### 舞台
- 恋する木の枝 （女）
- 三文オペラ （ポリー）
- 先生 （アナウンサー）
- ラブ☆ガチャVol.6～ラブ+ガチャガチャ～ （2013年9月10日～9月16日、全11回公演）
- 劇団A計劃 re-start 第一回公演　「じゃ、そういうことで」 （松村奈々役）（2014年12月18日～12月21日、全7回公演）
- リング・リング・リング2016（つかこうへい七回忌追悼特別公演　2016年6月23日～30日、全9回公演）

### その他
- 国分グループ缶つまガールズ（国分グループ本社株式会社）